# Henry Havard
Pour les articles homonymes, voir Havard.
Marie Alexandre Henry Havard, né le 5 septembre 1838 à Charolles et mort le 31 octobre 1921 à Paris, est un critique d'art et historien d'art français.

## Biographie
Lorsque Henry Havard naît son père  est notaire à Charolles et il a 28 ans ;  sa mère, Adèle Françoise Moss, en a 22.
Élève au lycée de Mâcon Henry Havard est lauréat du Concours général des lycées.
Sa formation artistique n'est pas connue mais il bénéficie de l’influence de son père, historien local auteur des Chroniques du Charollais.
Il participe activement à la Commune de Paris en faisant partie de la garde nationale parisienne. À la fin de celle-ci, condamné à mort, il s'exile d’abord en Belgique puis en Hollande. Il se passionne pour  la peinture et de la céramique hollandaises au XVIIe siècle. Il est le correspondant de journaux dont  le Siècle et le Temps, les Débats, l'Illustration, le Monde Illustré. Rentré en France grâce à l’amnistie de 1879 il collabore à de nombreux autres périodiques dont la Gazette des Beaux-Arts et la Revue de l’art ancien et moderne.
Par arrêté du ministre de l'instruction publique et des Beaux-Arts il est nommé, en 1885, membre du Conseil supérieur des Beaux-Arts.
Il est nommé Inspecteur des Beaux-arts en octobre 1887, en remplacement d'Albert Kaempfen et, en 1894, il devient inspecteur général.
Henry Havard  s'engage dans les politiques culturelles. Il le fait dans le cadre de ses fonctions d'Inspecteur général des Beaux-Arts mais aussi par ses écrits. Il publie une Lettre sur l'enseignement des beaux-arts[lire en ligne] dans laquelle il relativise  l'importance de l'enseignement du dessin en critiquant les méthodes traditionnelles d'enseignement. Il insiste sur l'importance de l'éducation des sens et de la mémoire visuelle. Il suggère la création de bibliothèques spécialisées et de manuels pour aider à l'enseignement des beaux-arts. Il souligne  que l'art doit être accessible à tous et que son enseignement doit être généralisé pour former des citoyens éclairés et cultivés, capables d'apprécier et de comprendre les œuvres d'art.
Il est l'auteur de rapports relatifs à des institutions culturelles, par exemples sur la réorganisation des  manufactures nationales.
Henry Havard témoigne tout au long de sa vie d'un fort attachement à la Bourgogne en général et à Charolles en particulier..Il est vice-président de l'association Les Bourguignons à Paris. La ville de Charolles  a rendu hommage à Henry Harvard en posant, le 11 novembre 1923, une plaque commémorative, réalisée par Jean Laronze, sur sa maison natale, située Grande Rue. Il lègue à Charolles quelques œuvres d'art et, à la ville de Mâcon ses collections personnelles. Ses tableaux reviennent au Musée des Ursulines. La Médiathèque municipale de Mâcon conserve les 7 000 ouvrages qui composaient sa  bibliothèque. À une série de livres en hollandais s’ajoute une collection de 200 catalogues de vente d’œuvres d’art en Hollande datés de la fin du 18e au début 19e siècle.

## Distinctions
Nommé chevalier dans l'Ordre de la Légion d'honneur le 18 janvier 1881, il est promu officier par décret du 5 mai 1889.
En 1889, il reçoit le prix Bordin, délivré par l'Académie des Beaux-Arts.
En 1909, il est promu  commandeur de l’Ordre d’Orange-Nassau.

## Accueil de son œuvre
La quasi totalité des publications de Henry Havard bénéficient de nombreux articles de presse généralement très élogieux. Son ouvrage phare est son Dictionnaire de l'ameublement, en 4 volumes. Extrait de l'article publié dans Le Siècle : "On est effrayé à la pensée des prodigieuses investigations qu'un tel travail suppose dans tous les domaines, art, sciences, littérature, histoire, mémoires, théâtre, métiers, industrie, commerce; une montagne de livres et de manuscrits à consulter la plume à la main ; une patience admirable à classer le résultat de ses recherches, à rapprocher des faits curieux dont on ne soupçonnait pas l'intérêt. Songez — pour vous rendre compte de la puissance au travail de l'auteur — que ces quatre volumes renferment environ 5 000 colonnes de texte, expliquées et illustrées par 3 500 gravures et environ 300 grandes planches hors texte et en couleur Le défaut ordinaire des dictionnaires, c'est le manque d'unité. Ecrits par des collaborateurs venus de tous les points de l'horizon, ils se ressentent du décousu d'une collaboration passagère ; les négligences et les lacunes y sont visibles. Le Dictionnaire de l'ameublement et de la décoration est, au contraire, l'œuvre toute personnelle de M. Henry Havard. L'Académie des Beaux-Arts a couronné l'ouvrage l'année dernière, après la publication des trois premiers volumes..."

## Publications
- Dictionnaire de l'ameublement et de la décoration : depuis le XIIIe siècle jusqu'à nos jours., 4 vol. : ill. en noir et en coul. ; 33 cm, ouvrage couronné par l'Académie des Beaux-Arts, t.1 Paris, 1894, Maison Quantin,757 p. ; t.2, 834 p. ; t3  Ancienne Maison Quantin, Librairies-imprimeries réunies, 817 p. ;  t4 1011 p.
- La Céramique hollandaise, histoire des faïences de Delft, Haarlem, Rotterdam, Arnhem, Utrecht, etc., et des porcelaines de Weesp, Loosdrecht, Amsterdam et La Haye. Amsterdam, 1909, Compagnie générale d'éditions Vivat, 2 vol. 367 p.lire en ligne sur Gallica
- Histoire de la peinture hollandaise, Paris, 1900, 288 p., fig. lire en ligne sur Gallica
- Histoire et philosophie des styles (architecture, ameublement, décoration), Paris, 1899-1900, C. Schmid, 2 vol. 338 et 367  p. lire en ligne sur Gallica
- Histoire de l'orfèvrerie française, Paris, 1896, Librairies-imprimeries réunies, 472 p.-[40] p. de pl. lire en ligne sur Gallica
- Les Boulle,  Paris, 1893, L. Allison, 90 p. lire en ligne sur Gallica
- Amsterdam, précédé d'une notice par Charles Simon, Paris, 1898, Plon, 32 p. lire en ligne sur Gallica
- Amsterdam et Venise, ouvrage enrichi de sept eaux-fortes, par Léopold Flameng et Gaucherel et de cent vingt-quatre gravures sur bois, Paris, 1876, E. Plon, 636 p. lire en ligne sur Gallica
- L'art dans la maison (grammaire de l'ameublement) illustrations de MM. Corroyer, C. David, E. Prignot... et al.Paris  1884  E. Rouveyre et G. Blond, 2 t., 474 p. et 246 p. lire en ligne sur Gallica
- Lettre sur l'enseignement des beaux-arts, Paris, 1879, A. Quantin, 66 p. lire en ligne sur Gallica